# Phytocoris squamosus
Phytocoris squamosus är en insektsart som beskrevs av Knight 1934. Phytocoris squamosus ingår i släktet Phytocoris och familjen ängsskinnbaggar. Inga underarter finns listade i Catalogue of Life.